# Zbrodnia w Otorowie
Zbrodnia w Otorowie – seria zbiorowych egzekucji przeprowadzonych przez Niemców w lesie Otorowo niedaleko Solca Kujawskiego. W październiku i listopadzie 1939 r. z rąk funkcjonariuszy Einsatzkommando 16 zginęło tam kilkuset Polaków – mieszkańców Bydgoszczy oraz pobliskich wsi. Dokładna liczba zamordowanych nie jest znana ze względu na przeprowadzoną przez Niemców w 1944 akcję zacierania śladów zbrodni.

## Egzekucje w lesie Otorowo
W okresie między październikiem 1939 r. a wiosną 1940 r. okupowane tereny Pomorza stały się widownią zakrojonej na szeroką skalę akcji eksterminacyjnej, wymierzonej w pierwszym rzędzie w przedstawicieli polskiej inteligencji, którą narodowi socjaliści obarczali winą za politykę polonizacyjną prowadzoną na Pomorzu Gdańskim w okresie międzywojennym oraz traktowali jako główną przeszkodę na drodze do szybkiego i całkowitego zniemczenia regionu. W ramach tzw. Intelligenzaktion Niemcy zamordowali wówczas ok. 30 tys. - 40 tys. mieszkańców Pomorza.
Jako jedno z miejsc masowych egzekucji funkcjonariusze gdańskiego Einsatzkommando 16 (specjalnej grupy operacyjnej niemieckiej policji bezpieczeństwa i służby bezpieczeństwa, która nadzorowała i koordynowała całość działań wymierzonych w polską inteligencję na terenach Pomorza) wybrali tereny leśne między Solcem Kujawskim a Bydgoszczą, pod Otorowem nad Wisłą. W październiku i listopadzie 1939 r. Niemcy w kilku egzekucjach rozstrzelali tam kilkaset osób. Ciała ofiar grzebano w rowach strzeleckich, pozostałych po działaniach wojennych we wrześniu 1939 r.
Nie zachowały się świadectwa na temat przebiegu dokonywanych w Otorowie egzekucji. Dokładna liczba zamordowanych tam Polaków również pozostaje nieznana. Wiadomo jedynie, iż w lesie pod Otorowem Niemcy mordowali Polaków przywożonych z Bydgoszczy, jak również mieszkańców pobliskich wsi – Wudzyna, Otorowa, Osielska, Stronna i Żołdowa. Po wojnie udało się ustalić nazwiska zaledwie 33 ofiar.

## Epilog
W lipcu 1944 r., w związku ze zbliżaniem się Armii Czerwonej, Niemcy przystąpili do zacierania śladów zbrodni. Zwłoki pomordowanych zostały wykopane i spalone. Miejsce palenia zwłok zostało odnalezione w 1945 r., już po opuszczeniu Pomorza przez okupantów. Dokonano wówczas ekshumacji. Część odnalezionych popiołów umieszczono w urnie i pochowano na Cmentarzu Bohaterów na bydgoskim Wzgórzu Wolności.
Na miejscu zbrodni (w lasku na granicy miasta Solec Kujawski i wsi Otorowo w odległości 200 metrów od szosy) postawiono betonowy obelisk zwieńczony metalowym krzyżem. Na obelisku umieszczono lastrykową tablicę z wizerunkiem orła i napisem: „W tym miejscu latem 1944 r. hitlerowcy spalili szczątki Polaków zamordowanych w 1939 r. Cześć ich pamięci! 1.09.1997 r.”